# Katakis
Katakis è un videogioco sparatutto a scorrimento orizzontale spaziale sviluppato per Commodore 64 dalla Rainbow Arts, convertito per Amiga dalla Factor 5, e pubblicato dalla Rainbow Arts nel 1988.
È fortemente ispirato all'arcade R-Type nelle strutture dei livelli e nella dinamica di gioco; tra le altre cose, Katakis ripropone il concetto del satellite "pod" indistruttibile e del raggio "Beam" che si carica tenendo premuto il pulsante, introdotti proprio nel gioco ispiratore.
La Electric Dreams Software, detentrice dei diritti di conversione per computer di R-Type, intraprese una causa legale con Rainbow Arts, vincendola. Rainbow Arts ripubblicò il gioco nel 1989 con il titolo Denaris, con alcune modifiche, dopo che le parti si furono accordate.
Le versioni di Katakis per Amiga e per Commodore 64 sono molto differenti tra loro, e quella per Amiga è anche molto meno somigliante a R-Type.
Era in previsione una conversione per ZX Spectrum, poi abbandonata del tutto in seguito alla controversia.
Anni dopo, la Factor 5 ha pubblicato la versione Amiga come freeware.

## Trama
Sul pianeta Katakis è avvenuta la classica rivolta delle macchine che ha devastato la superficie. I katakiani, intrappolati in una fortezza sotterranea, inviano un aliante spaziale avanzato contro il nemico, un esercito di macchine ed esseri biomeccanici.

## Modalità di gioco
Il funzionamento del gioco è uguale a quello di Denaris (vedi la relativa voce), a parte i livelli su Amiga, che sono in diverso ordine e numero (originariamente 6).
Esiste tuttavia almeno una versione per Amiga che ha ancora il titolo Katakis su schermo, ma che ha i livelli modificati di Denaris.

## Colonna sonora
Katakis per Commodore 64 è famoso nel suo ambito per la sua colonna sonora trascinante, composta in questa versione da Chris Hülsbeck.
Ci sono sette tracce musicali durante i livelli del gioco e, come ammette lo stesso Hülsbeck, quattro di esse sono più o meno cover non autorizzate di brani dell'epoca. Per l'esattezza i temi dei livelli derivano dalle seguenti canzoni:
- Livelli 3, 7 e 11 da Alisand (1985) di Hugh Bullen
- Livello 4 da My Dream (1986) degli Shamall
- Livelli 2 e 9 da Humanoid Invasion (1986) dei Laserdance
- Livelli 5 e 12 dal tema del film Delta Force (1986)

## Sviluppo
Katakis fu concepito da Manfred Trenz e Andreas Escher, che si conoscevano fin da ragazzi e lavoravano entrambi come artisti grafici alla Rainbow Arts. I due vollero realizzare uno sparatutto a scorrimento orizzontale per Commodore 64 graficamente avanzato e con enormi boss, una cosa che non si era ancora vista su quel computer.
Lo iniziarono come progetto amatoriale, con Trenz alla programmazione (ruolo che non aveva ancora mai assunto nell'azienda) e a parte del game design, ed Escher alla grafica e al design generale. Dopo qualche mese Marc Alexander Ullrich, fondatore della Rainbow Arts, provò un prototipo del gioco e decise di farlo diventare un progetto ufficiale dell'azienda.
L'ispirazione per Katakis venne dai maggiori sparatutto dell'epoca, ma soprattutto da R-Type nella sua interezza. Esteticamente l'ultimo livello, boss incluso, è basato su Alien. Trenz inoltre si ispirò a Soaron, un cattivo della serie TV Capitan Power, per il mostro del decimo livello.
Trenz inventò il titolo Katakis sfogliando l'elenco telefonico, dove trovò tale cognome greco.
Gran parte degli strumenti di sviluppo utilizzati furono appositamente realizzati da Trenz, ma per alcune immagini si utilizzò Paint Magic. I notevoli risultati nella veloce animazione si ottennero tra l'altro utilizzando la grafica a caratteri ridefiniti più che le bitmap predisegnate.
Le musiche sono opera di Chris Hülsbeck, che impiegò circa due mesi per realizzarle. A Trenz piaceva molto il tema del film Delta Force e insistette con Hülsbeck perché lo mettesse nel gioco. Secondo Hülsbeck, i due sviluppatori continuarono a mandargli cassette di canzoni che apprezzavano e che avrebbero voluto nel gioco, per questo la colonna sonora contiene diverse imitazioni.
Katakis è noto tra l'altro per la sua difficoltà (sebbene molti boss della versione C64 siano in realtà facili, a dispetto dell'aspetto spaventoso), eppure secondo Escher originariamente i due designer lo avevano sviluppato molto più difficile, ma i colleghi suggerirono di moderarlo.

### Conversione Amiga
Terminata la versione C64, Trenz ed Escher pensarono alla conversione per Amiga, ma ai due mancavano il tempo e le conoscenze necessarie. Nel frattempo The Light Circle, un gruppo di demo e cracking fondato da tre giovani di Colonia, dopo aver visto alla fiera CeBIT del 1988 la console PC Engine e la sua ottima conversione di R-Type, decise di realizzare uno sparatutto di qualità simile su Amiga. Era il loro primo gioco, e lo completarono dopo diversi mesi, con il titolo Neutralizer.
Cambiato nome in Factor 5, perché aumentati di numero e per lasciarsi alle spalle il loro passato da cracker, il gruppo incontrò la Rainbow Arts per proporle il proprio gioco. L'azienda lo accettò e decise di farne la versione Amiga di Katakis. Il design della navicella fu adattato, ma per il resto i contenuti di Neutralizer furono a malapena ritoccati. Per questo motivo Katakis per C64 e per Amiga, sebbene entrambi fortemente ispirati a R-Type, sono di fatto due giochi distinti con poco in comune.
Una caratteristica di rilievo nello sviluppo della versione Amiga sono gli sfondi dei livelli, realizzati con un massimo di 10 immagini di Deluxe Paint affiancate, anziché componendo blocchi grafici ripetibili come si faceva di solito per risparmiare memoria.

### Controversia
R-Type, uscito in sala giochi verso la fine del 1987, era stato un grosso successo grazie al suo originale funzionamento e alla sua grafica "organica". L'Electric Dreams Software, divisione britannica dell'Activision, riuscì ad acquistare i diritti di conversione di R-Type per home computer, e cominciò nell’estate 1988 la campagna pubblicitaria per promuoverne la futura uscita.
Invece secondo Teut Weidemann, allora un produttore interno, la Rainbow Arts non aveva nemmeno provato a ottenere dalla Irem la licenza su R-Type; era un'abitudine che l'azienda non aveva in generale, quando produceva cloni di altri giochi.
Nonostante i problemi legali già avuti con The Great Giana Sisters, imitazione troppo plateale di Super Mario Bros., la Rainbow Arts non temette di fare lo stesso con Katakis.
L'Activision inviò una lettera di ingiunzione alla Rainbow Arts contro Katakis. Secondo la rivista ACE, in tutto Activision fece la stessa cosa con ben cinque giochi che secondo loro erano troppo simili a R-Type. Secondo Weidemann non puntavano a bandire Katakis, ma gli bastava contrastarne la diffusione fino all'uscita di R-Type per le feste natalizie.
La conversione ufficiale di R-Type era stata affidata al piccolo studio Catalyst Coders, che però era in difficoltà con le prestanti animazioni da realizzare su C64. Trenz invece aveva già dimostrato con Katakis di saper produrre grafica veloce. Allora l'Activision fece un'insolita proposta alla Rainbow Arts: riassegnare a loro lo sviluppo della conversione ufficiale di R-Type per C64, da realizzare in appena sei settimane, giusto in tempo per Natale, in cambio del ritiro dell'ingiunzione.
L'accordo fu preso e Trenz ed Escher riuscirono nell'impresa di sviluppare anche R-Type, riutilizzando pesantemente il codice sorgente e la grafica di Katakis, e mantenendo la schermata dei titoli già prodotta dall'Activision. R-Type uscì in tempo e Katakis poté riprendere pienamente le pubblicazioni, sebbene un po' revisionato, diventando Denaris.
Nel frattempo, lo sviluppo dell'altro R-Type della Catalyst Coders continuò comunque, e ne uscì perfino un demo su Computer and Video Games di novembre 1988, ma quando fu pronto il R-Type migliore della Rainbow Arts, quello della Catalyst Coders fu annullato.

## Accoglienza
Katakis, uscito senza essere preceduto da clamore mediatico, ricevette giudizi molto buoni dalla critica del tempo, su entrambe le versioni, con votazioni medie superiori all'8/10 e soltanto pareri positivi da tutte le testate consultate.

## Eredità
Il Katakis originale per C64, sebbene non avesse un design innovativo, funzionava molto bene, era tecnicamente straordinario, e aiutò diversi sviluppatori coinvolti a intraprendere ottime carriere nel settore videoludico.
Negli anni ci sono stati diversi omaggi e rifacimenti di Katakis, ufficiali o meno. Nel 1992 l'autore originale Manfred Trenz sviluppò Enforcer: Fullmetal Megablaster, un seguito non ufficiale per Commodore 64, uscito nella serie tedesca da edicola Golden Disk 64.
Un altro titolo simile per C64 è Crush, anche noto non ufficialmente come Katakis 2, realizzato dal gruppo amatoriale Smash Designs nel 1999.
Nel 2001 uscì il rifacimento non ufficiale Takatis, un freeware per Windows.
Sempre nel 2001 fu realizzato il prototipo giocabile per Game Boy Color di Katakis 3D, opera di Trenz ed Escher. Ha un ambiente tridimensionale simile a Rebel Assault ed era molto promettente, ma dopo circa cinque mesi di sviluppo quasi completo la ditta produttrice Similis lo abbandonò per motivi sconosciuti.
Negli anni 2000 ci furono diversi annunci di un Katakis 2 che non si concretizzarono mai.
Solo nel 2017 uscì Crush su Steam per Windows, un erede di Katakis che si dichiara attribuito agli stessi sviluppatori del Crush per C64 di molti anni prima.
Fu sviluppato dalla VIS Games, legata a Smash Designs e guidata da André Buerger, il quale sostiene che il gioco era rimasto in sospeso per molto tempo a causa di dispute legali tra Trenz e la Factor 5, che nel frattempo ha acquisito i diritti sulla proprietà intellettuale di Katakis.
Crush uscì, con il titolo Space Blaze, anche per PlayStation 4 e Nintendo Switch alla fine del 2019, ma non è un gioco molto riuscito e non tenne alto il nome di Katakis.